# Cities of London and Westminster (circonscription du Parlement britannique)
Circonscription parlementaire de la Chambre des communes
La circonscription des Cités de Londres et Westminster est une circonscription électorale anglaise située dans le Grand Londres et représentée à la Chambre des communes du Parlement britannique. Elle est considérée comme la circonscription la plus prestigieuse du royaume, située au cœur de Londres et couvrant la zone où est localisé le palais de Westminster.

## Géographie
La circonscription comprend :
- La partie sud de la Cité de Westminster et la Cité de Londres

## Députés
Les Members of Parliament (MPs) de la circonscription sont :
| Législature                                                                                            | Années       | Député              | Député       | Parti        |
| --- | ------------ | ------------------- | ------------ | ------------ |
| Cities of London and Westminster issue de City of London, Westminster Abbey et Westminster St George's |              |                     |              |              |
| 39e | 1950–1951    |                     | Harold Webbe | Conservateur |
| 40e | 1951–1955    |                     | Harold Webbe | Conservateur |
| 41e | 1955–1957    |                     | Harold Webbe | Conservateur |
| 42e | 1959–1959    | Harry Hylton-Foster |              | Conservateur |
| 42e | 1959-1964    | Harry Hylton-Foster |              | Speaker      |
| 43e | 1964–1965    | Harry Hylton-Foster |              | Speaker      |
| 43e | 1965-1966    |                     | John Smith   | Conservateur |
| 44e | 1966–1969    |                     | John Smith   | Conservateur |
| 45e | 1970–1974    | John Smith          |              | Conservateur |
| 46e | 1974–1974    | John Smith          |              | Conservateur |
| 47e | 1974–1977    | John Smith          |              | Conservateur |
| 47e | 1977-1979    | Peter Brooke        |              | Conservateur |
| 48e | 1979–1981    | Peter Brooke        |              | Conservateur |
| 49e | 1983–1987    | Peter Brooke        |              | Conservateur |
| 50e | 1987–1992    | Peter Brooke        |              | Conservateur |
| 51e | 1992–1997    | Peter Brooke        |              | Conservateur |
| 52e | 1997–2001    | Peter Brooke        |              | Conservateur |
| 53e | 2001–2005    | Mark Field          |              | Conservateur |
| 54e | 2005–2010    | Mark Field          |              | Conservateur |
| 55e | 2010–2015    | Mark Field          |              | Conservateur |
| 56e | 2015–2017    | Mark Field          |              | Conservateur |
| 57e | 2017–2019    | Mark Field          |              | Conservateur |
| 58e | 2019–Présent | Nickie Aiken        |              | Conservateur |

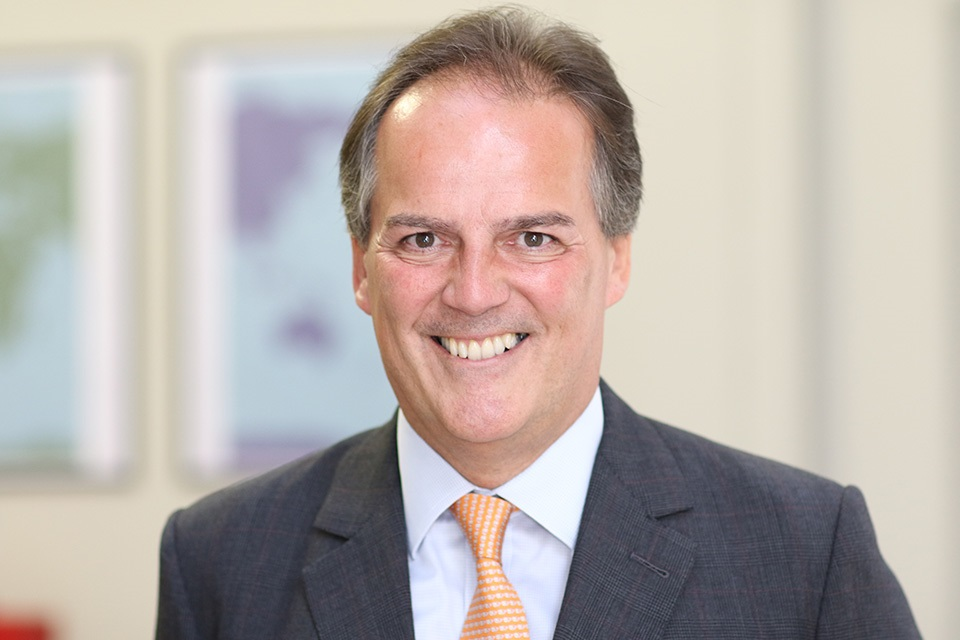
Mark Field (2001-2019)